# DN39
De DN39 (Drum Național 39 of Nationale weg 39) is een weg in Roemenië. Hij loopt van Constanța via Agigea, Eforie, Mangalia en Vama Veche naar Bulgarije. De weg is 54 kilometer lang en loopt parallel aan de Zwarte Zeekust.

## Europese wegen
De volgende Europese wegen lopen met de DN39 mee:
- Constanța - Eforie
- Constanța - Bulgarije